# Раганфрид
Раганфрид (на немски: Raganfrid, † 731) е франкски майордом. Той произлиза от знатните в Неустрия и неговият център на влияние е в региона около Вексин.
Той става меровингски майордом след смъртта на Пипин II Средни, когато благородниците се бунтуват против регентката Плектруда и изгонват нейния внук, майордом Теобоалд. Слабият крал Дагоберт III прави Раганфрид още преди смъртта си през 716 г. наследник на Теобоалд. Раганфрид помага в даването на кралската чест на Хилперих II, като не се съобразява с претенциите Теодорих IV. Заедно те предприемат грабежни походи в пипинидските страни на Маас и в Ардените. Съюзени с фризския херцог Радбод те побеждават в една битка против Карл Мартел.
През 716 г. той отива дори до Кьолн, изсисква даването на част от франското имперско богатство и напада с него в източната част на царството. Карл Мартел има по това време успех в Австразия и тръгва против Раганфрид. Въпреки че Раганфрид е съюзен с аквитанския херцог Одо Велики, той е победен през март 717 г. при Винши и 718 г. при Соасон. Освен това Карл Мартел поставя също един свой меровингски крал Хлотар IV. След това Карл Мартел настъпва към Париж и Лоара и подчинява Одо, който му предава Хилперих II. Раганфрид e победен през 720 г. и губи постa си, оставa му сaмо влaдeниe около Анжу.